# Commins Aston Mewa
Commins Aston Mewa (ur. 11 kwietnia 1965) – salomoński polityk.
Przed zaangażowaniem się w politykę pracował w kuratorium oświaty. 4 sierpnia 2010 dostał się do Parlamentu Narodowego z okręgu wyborczego Temotu Nende. Uzyskał 1467 głosów. 27 sierpnia 2010 objął funkcję ministra sprawiedliwości w rządzie Danny’ego Philipa.